# Bo Svensson (statsvetare)
Bo Ivar Svensson, född 5 april 1960 i Brunflo församling i Jämtlands län, är en svensk statsvetare.
Svensson disputerade 1999 vid Umeå universitet på avhandlingen Politics and Business in the Barents Region. Han verkade därefter på tatens institut för regional forskning innan han 2002 blev chef för European Tourism Research Institute Samma år blev han docent i statsvetenskap vid Mittuniversitetet. Svenssons forskning rör främst turism utifrån dels ett governanceperspektiv, dels ett hållbarhetsperspektiv.

## Publikationer (i urval)
- Große, C. , Hahne, M. , Olausson, P. M. & Svensson, B. (2019). Regionala flygplatser : En förstudie kring betydelsen av regionala flygplatser för samhället.
- Fuchs, M., Abadzhiev, A., Svensson, B. & Höpken, W. (2017). A knowledge-based paradigm for the governance of destination sustainability. I Changing Paradigms in the Sustainable Mountain Tourism Research : Problems and Perspectives. Berlin : Erich Schmidt Verlag (International Tourism Research and Concepts). S. 13-42.
- Svensson, B., Gustafsson, E. & Larson, M. (2015). Governance in Multi-Project Networks : Lessons from a Failed Destination Branding Effort. I Innovation and Tourism Destination Development. London : Routledge. S. 23-40.
- Svensson, B., Halkier, H. & Kozak, M. (2015). Innovation and Tourism Destination Development : Introduction. I Innovation and Tourism Destination Development. Routledge.
- Svensson, B. (ed.), Halkier, H. (ed.) & Kozak, M. (ed.) (2015). Innovation and Tourism Destination Development. Routledge
- Nordvall, A., Pettersson, R., Svensson, B. & Brown, S. (2014). Designing events for social interaction. Event Management, vol. 18: 2, ss. 127-140.
- Gustafsson, E., Larson, M. & Svensson, B. (2014). Governance in Multi-Project Networks : Lessons from a Failed Destination Branding Effort. European Planning Studies, vol. 22: 8, ss. 1569-1586.
- Halkier, H., Kozak, M. & Svensson, B. (2014). Innovation and Tourism Destination Development. European Planning Studies, vol. 22: 8, ss. 1547-1550.
- Fuchs, M., Abadzhiev, A., Svensson, B., Höpken, W. & Lexhagen, M. (2013). A knowledge destination framework for tourism sustainability. Tourism, vol. 6: 2, ss. 121-148.
- Getz, D., Svensson, B., Pettersson, R. & Gunnervall, A. (2012). Hallmark events : Definition, goals and planning process. International Journal of Event Management Research, vol. 7: 1/2, ss. 47-67.
- Svensson, B., Pettersson, R. & Zakrisson, I. (2011). Tracking tourists : Mobility, experiences and the supply-demand gap in a Swedish mountain resort. Journal of Tourism Consumption and Practice, vol. 3: 2, ss. 1-19.
- Svensson, B., Moreno, P. & Martin, D. (2011). Understanding travel expenditure by means of market segmentation. Service Industries Journal, vol. 31: 10, ss. 1683-1698.
- Nordin, S. & Svensson, B. (2007). Innovative destination governance : The Swedish ski resort of Åre. International Journal of Entrepreneurship and Innovation, vol. 8: 1, ss. 53-66.
- Svensson, B., Nordin, S. & Flagestad, A. (2005). A Governance Perspective on Destination Development : Exploring partnerships, clusters and innovation systems. Tourism review, vol. 60: 2, ss. 32-37.
- Svensson, B. & Östhol, A. (2001). From government to governance : regional partnerships in Sweden. Regional and Federal Studies, vol. 11: 2, ss. 25-42.
- Svensson, B. (2001). Prospects for an investment-oriented Northern dimension of the EU:s external relations. Current Politics and Economics of Europé, vol. 10: 4, ss. 351-379.
- Svensson, B. (2000). Partnerships for Growth : The Public-Private Balance in Regional Industrial Policy. International Review of Sociology, vol. 11: 1, ss. 21-35.
- Svensson, B. (1999). Politics and Business in the Barents Region. Diss. Umeå, Stockholm : Umeå universitet, Fritzes, 1999
- Svensson, B. (1999). Transnational Business in the Barents region : Opportunities, obstacles and policy implications. I Report on Europe. Helsinki : Statistics Finland (Statistikcentralen).
- Svensson, B. (1999). Opportunities, obstacles and policy implications : Transnational Business in the Barents region. Report on Europe,
- Svensson, B. (1998). Business and Politics in the Barents Region. I NEBI Yearbook 1998 : North European and Baltic Sea Integration. Berlin : Springer Verlag.